# Kaabu
El regne o imperi de Kaabu, Gabú, Ngabou o N'Gabu va ser un Estat manding d'Àfrica Occidental que va ocupar terres del que avui són Guinea Bissau i el Senegal entre els anys 1537 i 1867. Kaabu era originalment una província de l'imperi de Mali, que va aconseguir la seva independència gràcies al declivi del poder central. Amb el temps va ser annexat per l'imamat de Futa Djallon durant les gihads fulbe del segle xix abans de la incorporació de la zona a les esferes d'influència portuguesa i francesa durant el repartiment d'Àfrica.

## Tinkuru
El mandinga va arribar a Guinea Bissau cap a l'any 1200. Un dels generals de Sundiata Keita, Tirmakhan Traore, conquerí la zona fent Kaabu una província o tinkuru occidental de Mali en el 1230. A principis del segle xiv, gran part de Guinea Bissau estava sota el control de l'imperi de Mali i governat per un Farim Kaabu (comandant de Kaabu) lleials a la mansa de Mali. Com que es produí una forta migració mandinga, gran part de la població nativa de Guinea Bissau va ser dominada o assimilada. Els resistents van ser venuts com a esclaus a de les rutes comercials a través del Sàhara als compradors àrabs. Tot i que els governants de Kaabu eren mandinga, molts dels seus subjectes eren de grups ètnics que havien residit a la regió abans de la invasió mandinga.

## Independència
Segons avançava el segle XVI l'imperi de Mali, en declivi, va perdre la majoria de les seves províncies, reduint la seva grandària successivament fins a abastar poc més que la terra original dels mandinga que havien creat l'imperi. Les províncies, entre elles Kaabu, es van independitzar, el que va donar lloc a nous regnes independents. Kaabu va obtenir la independència l'any 1537, i va proclamar-se rei (Kaabu Mansaba o Farim Kaabu) Sama Koli, que havia governat Kaabu com a delegat provincial i era besnet de Tiramakhan Traore. El nou Estat va conservar el llegat cultural de Mali. Una de les manifestacions d'aquest fet és que els governants de Kaabu van basar el seu dret al lideratge en la seva relació històrica amb l'imperi de Mali.
Kaabu va mantenir relacions amb els europeus, concretament amb els portuguesos, amb els quals mantenien tracta d'esclaus.
El poder de l'imperi va començar a decaure a principis del segle xix. En aquest temps les ètnies fulani, convertides al islam, van començar a enfrontar-se als països no musulmans de l'Àfrica Occidental. En 1867 un dels seus regnes, Futa Toro, va convocar una gihad que va atacar Kaabu, anomenada guerra de Kansala. Les forces islàmiques van assetjar Kansala, la capital, durant onze dies, en el que es coneix com a batalla de Kansala, al final de la qual la hi va calar foc. El foc va matar a l'últim governant del Gabu independent, així com moltes persones, tant defensors com a atacants. Després de la batalla, el regne de Futa Djalon, un dels generals del qual va ser el responsable d'assetjar Kansala, es va annexionar Kaabu com a estat vassall (anomenat Fuladugu) fins a la supressió completa del regne per Portugal, que es va produir en el canvi de segle entre el XIX i el XX.

## Govern
Kaabu, malgrat els seus llaços amb Mali, sembla haver-se quedat en quelcom molt diferent. Mali es va establir com una federació de caps, i el govern operava amb una assemblea de nobles als quals el Mansa va ser en gran part responsable. Kaabu, però, va ser establert com una posició militar. Per tant, és poc sorprenent que el govern del regne fos militarista. La classe dominant es componia d'elits guerreres elits fetes riques pel comerç d'esclaus capturats en la guerra. Aquests nobles eren coneguts com a Nyancho (Ñaanco) o els Manneh i els Sanneh i detenien la major part del poder en l'estat. Aquests nobles van tenir un paper decisiu en el declivi de Kaabu a causa de disputes internes entre poderosos Nyancho amb els seus respectius exèrcits d'esclaus.

## Organització territorial
L'imperi estava dividit en les següents províncies:
- Firdu
- Pata
- Kamako
- Jimara
- Patim Kibo
- Kantora
- Pakane Manbura
- Kudura
- Nampaio
- Pacana